# Préguillac
Préguillac település Franciaországban, Charente-Maritime megyében. Lakosainak száma 438 fő (2022. január 1.). Préguillac Berneuil, Les Gonds, Tesson és Thénac községekkel határos.

## Népesség
A település népességének változása:
| Lakosok száma | 244  | 278  | 305  | 396  | 458  | 465  | 450  | 445  | 437  | 438  |
|               | 1968 | 1982 | 1990 | 2006 | 2013 | 2015 | 2017 | 2019 | 2020 | 2022 |